# Listă de comune din raionul Briceni
Această listă conține comunele din raionul Briceni, Republica Moldova, cu satele din componența lor. Celulele gri indică localitățile consemnate ca „sat (comună)” în Legea privind organizarea administrativ-teritorială a Republicii Moldova.
| Comuna          | Satul de reședință | Sate componente   |
| --------------- | ------------------ | ----------------- |
| —               | —                  | Balasinești       |
| Bălcăuți        | Bălcăuți           | Bălcăuți          |
| Bălcăuți        | Bălcăuți           | Bocicăuți         |
| —               | —                  | Beleavinți        |
| Berlinți        | Berlinți           | Berlinți          |
| Berlinți        | Berlinți           | Caracușenii Noi   |
| Bogdănești      | Bogdănești         | Bezeda            |
| Bogdănești      | Bogdănești         | Bogdănești        |
| Bogdănești      | Bogdănești         | Grimești          |
| —               | —                  | Bulboaca          |
| —               | —                  | Caracușenii Vechi |
| Colicăuți       | Colicăuți          | Colicăuți         |
| Colicăuți       | Colicăuți          | Trestieni         |
| —               | —                  | Corjeuți          |
| —               | —                  | Coteala           |
| —               | —                  | Cotiujeni         |
| —               | —                  | Criva             |
| —               | —                  | Drepcăuți         |
| —               | —                  | Grimăncăuți       |
| Halahora de Sus | Halahora de Sus    | Chirilovca        |
| Halahora de Sus | Halahora de Sus    | Halahora de Jos   |
| Halahora de Sus | Halahora de Sus    | Halahora de Sus   |
| —               | —                  | Hlina             |
| Larga           | Larga              | Larga             |
| Larga           | Larga              | Pavlovca          |
| Mărcăuți        | Mărcăuți           | Mărcăuți          |
| Mărcăuți        | Mărcăuți           | Mărcăuții Noi     |
| Medveja         | Medveja            | Medveja           |
| Medveja         | Medveja            | Slobozia-Medveja  |
| Mihăileni       | Mihăileni          | Mihăileni         |
| Mihăileni       | Mihăileni          | Groznița          |
| —               | —                  | Pererîta          |
| —               | —                  | Slobozia-Șirăuți  |
| —               | —                  | Șirăuți           |
| —               | —                  | Tabani            |
| —               | —                  | Tețcani           |
| —               | —                  | Trebisăuți        |